# Rainerkaserne

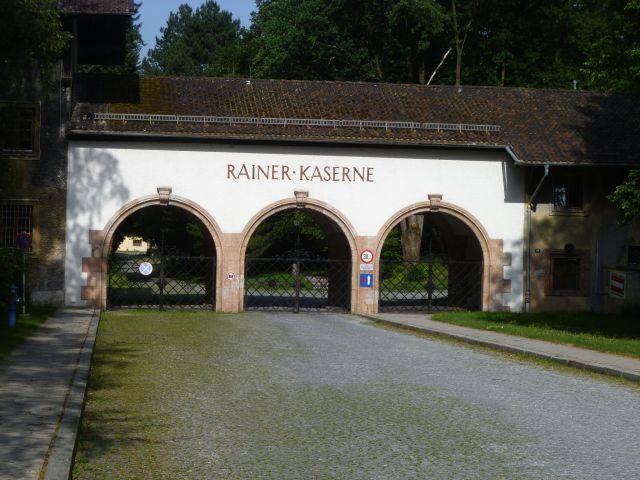
Eingangsportal zur Rainerkaserne

Die Rainerkaserne, auch Kaserne Glasenbach genannt, liegt in Elsbethen, einem Ort südlich der Stadt Salzburg. Der Name Rainerkaserne leitet sich vom Salzburger Hausregiment Erzherzog Rainer Nr. 59 ab.

## Gründung
Die Rainerkaserne ist die einzige militärische Anlage, die vollständig in der NS-Zeit zwischen 1938 und 1940 erbaut wurde und weitgehend noch im ursprünglichen Zustand erhalten ist. Sie wurde im Alpenstil errichtet, d. h., es wurden typische alpenländische Bauformen und Stilelemente, wie man sie etwa in Bauernhöfen findet (Dächer, Fensterläden, Einfriedungsmauern, Holzbalkone etc.), verwendet. Zusätzlich wurden handwerklich hochwertige Marmorportale und aus Marmor gefertigte Innenausstattungen (z. B. Marmorsäulen im Speisesaal) geschaffen. Die Kasernenanlage ist ein „anschauliches Beispiel der Militärbauarchitektur des NS-Regimes“.

Bilder
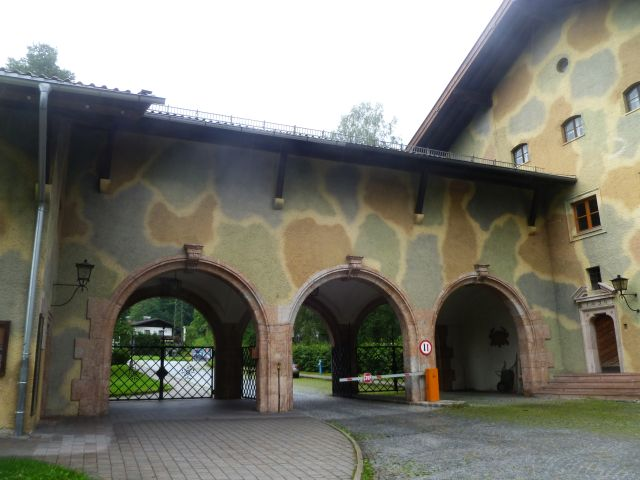
Eingangsportal der Rainerkaserne von innen
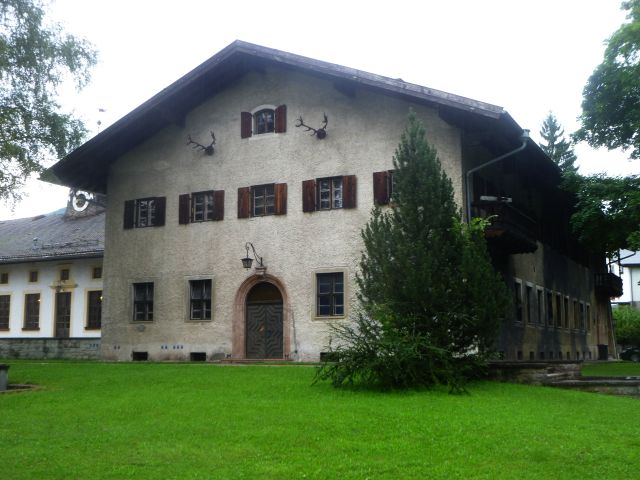
Wirtschaftsgebäude der Rainerkaserne
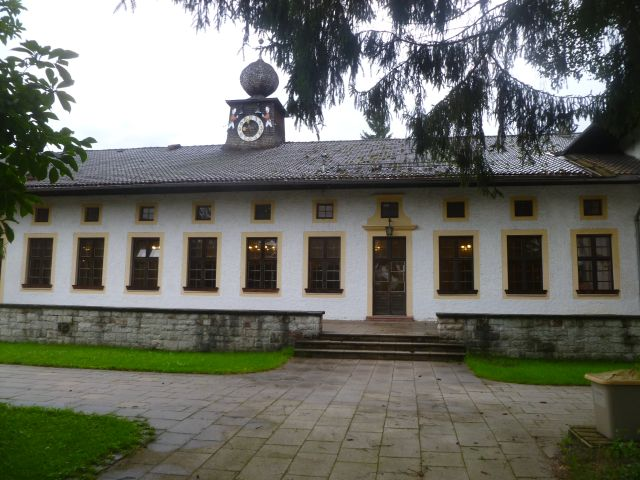
Speisesaal der Rainerkaserne
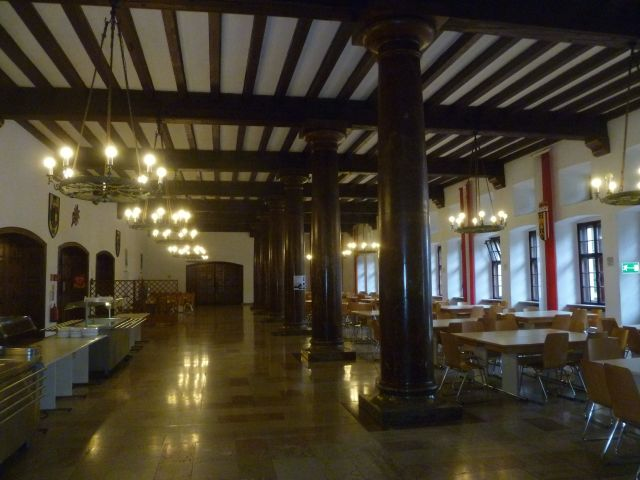
Speisesaal der Rainerkaserne von innen

Neben der im Osten gelegenen Kaserneneinfahrt befindet sich ein Wirtschaftsgebäude mit Küche und Speisesaal. Wesentliche Kasernengebäude (Mannschaftsgebäude und Sporthalle) sind um einen zentral liegenden Exerzierplatz angeordnet. Im Süden liegt ein Sportplatz, der von einem u-förmigen Gebäude eingefasst wird. In diesem waren einst Pferdeställe untergebracht; heute ist hier auch eine Cafeteria zu finden. Im anschließenden Teil findet sich ein militärischer Übungsparcours und ein ehemaliger Löschwasserteich, der auch zum Baden benutzt wurde. Davor liegen die historisch wertvolle Pferdeschwemme und die Soldatenkirche, die an Feiertagen der Allgemeinbevölkerung zugänglich ist. Im westlichen Teil der Kasernenanlage befinden sich Werkstätten-, Lager- und Garagengebäude.

## Camp Truscott
Nach dem 8. Mai 1945 wurde die Kaserne von den USFA (United States Forces in Austria) übernommen. Die Kaserne Glasenbach erhielt dabei am 18. Juli 1947 den Namen Camp Truscott, benannt nach dem gefallenen Hauptmann der Rainbow Division Al Truscott. Die Enthüllung der Namenstafel nahm Generalmajor Harry J. Collins vor. In der Kaserne waren damals ein Telegraphenbataillon und das Kommando des Infanterie-Regiments 350 untergebracht. Vom Camp Truscott aus wurde auch das Kriegsgefangenenlager Glasenbach verwaltet. Im Zwickel zwischen Aignerstraße und Glasenbachstraße war in der ersten Nachkriegszeit zudem ein USFA-Militärflugplatz für leichte Verbindungsflugzeuge eingerichtet.
Die damalige Bedeutung der Kaserne kommt auch dadurch zum Ausdruck, dass General Dwight D. Eisenhower 1946 Camp Truscott besuchte und eine Parade abnahm.
Wie aktuelle Besuche ehemaliger US-Soldaten zeigen, ist unter US-Veteranen die Erinnerung an das Camp Truscott heute noch wach.

## Rainerkaserne des Österreichischen Bundesheeres

Bilder
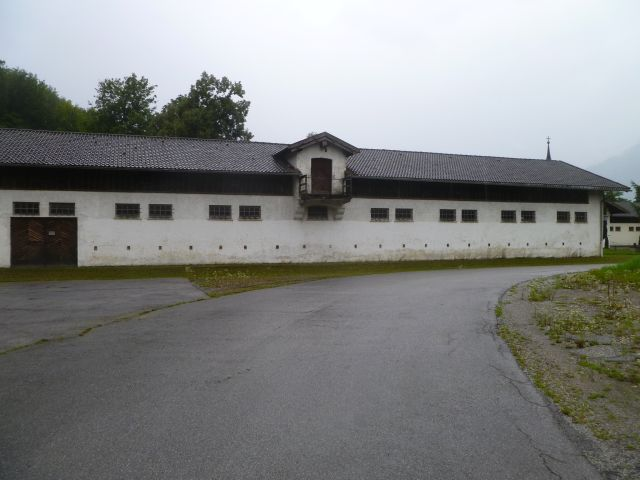
Pferdestallung der Rainerkaserne
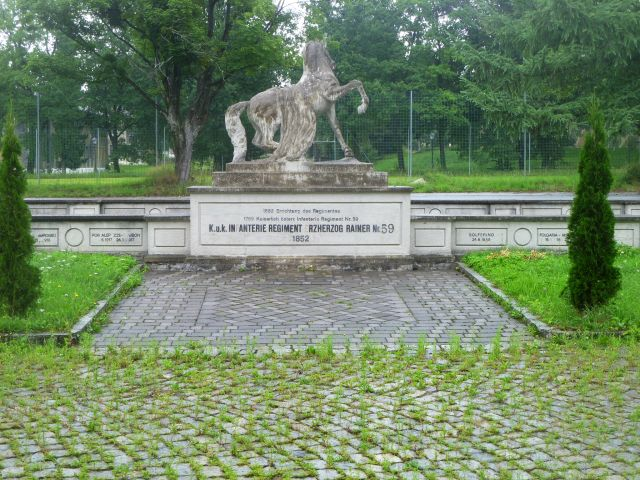
Pferdeschwemme in der Rainerkaserne
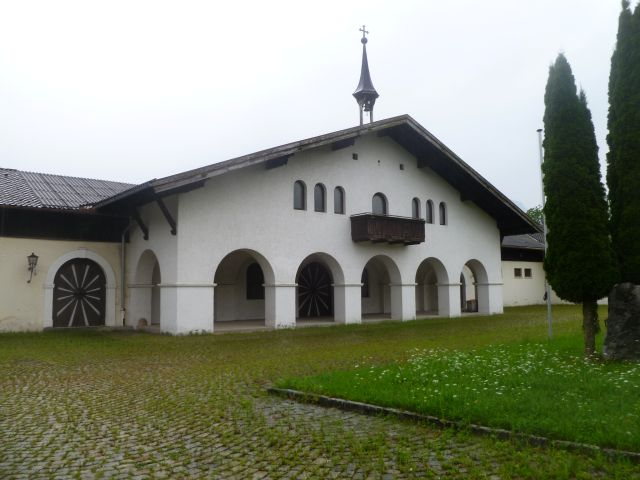
Soldatenkirche in der Rainerkaserne
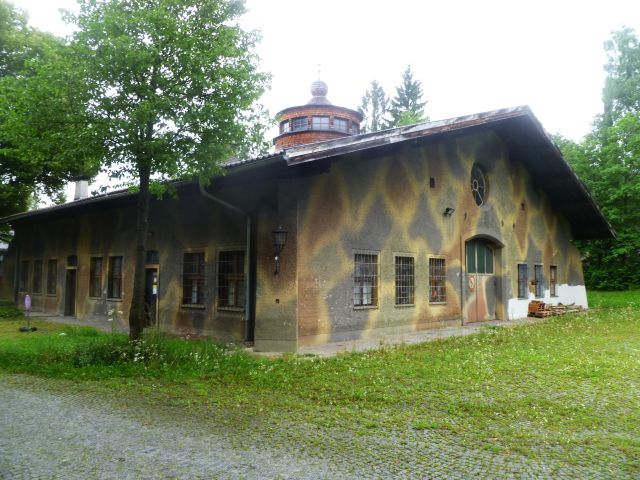
Werkstattgebäude der Rainerkaserne

Mit Unterzeichnung des Österreichischen Staatsvertrages am 15. Mai 1955 kam auch das Ende der militärischen Besetzung von Salzburg in Sicht. Am 15. Oktober 1955 wurde Camp Truscott an das Österreichische Bundesheer bzw. verwaltungsmäßig an die Bundesgebäudeverwaltung II (heute Bundesimmobiliengesellschaft) übergeben.
Nach der Rückgabe der Kaserne an Österreich wurde sie Ausbildungskaserne. Zu dieser Zeit gehörte auch ein Truppenübungsplatz am südöstlichen Ausläufer des Gaisbergs in Richtung Schwaitlalm zur Kaserne. Zum 1. Oktober 1956 waren in der Kaserne Glasenbach zwei der 15 in Salzburg stationierten Kompanien des Österreichischen Bundesheeres untergebracht. Zuvor wurde die Kaserne mit beträchtlichem finanziellem Aufwand (8 Mio. Schilling) instand gesetzt.
In der II. Republik wurde aus der provisorischen Grenzschutzabteilung 8 das Feldjägerbataillon 29 (FjB 29), und dieses wurde am 7. September 1956 zur Gänze in die Kaserne Glasenbach verlegt. Das FjB 29 übernahm die Tradition des Rainerregimentes und so wurde die Kaserne Glasenbach schon 1960 in Rainerkaserne umbenannt. 1963 entstand aus dem FjB 29 das Ausbildungsregiment 8 („Rainer“ hieß es bis 1967 inoffiziell, durch Erlass ab 1967 offiziell).
Mit 28. September 1956 folgt die Brigade-Sanitätskompanie 8, als Versorgungseinheit wurde die Heeres-Sanitätsanstalt angefügt. Weiters war in der Rainerkaserne auch das Militärkrankenhaus für Salzburg untergebracht.
Zeitweilig war im Kommandogebäude der Kaserne auch die Post untergebracht.
Auch die Militärmusik Salzburg war von ihrer Gründung 1956 bis Anfang 2011 in der Rainerkaserne einquartiert. Aufgrund des notorisch zu geringen Platzangebots und des geplanten Verkaufs der Kaserne wurde ab 2008 intensiv nach einer neuen Heimstatt für die Musikkapelle gesucht, diese wurde in der Schwarzenbergkaserne gefunden. Hier wurden für die 62 Musiker in einem neu adaptierten Gebäude zeitgemäße Räume geschaffen, etwa ein 170 m² großer Konzertprobesaal, acht Register- und 33 Solistenproberäume. Die Militärmusik Salzburg kommt auf etwa 160 Einsätze pro Jahr in ganz Österreich und aus ihren Reihen sind mehrere Kapellmeister, Landeskapellmeister und Orchestermusiker (u. a. bei den Wiener Philharmonikern) hervorgegangen.
Aus dem Ausbildungsregiment 8 entstand später das Landwehrstammregiment 82 (1979) und nach Auflösung der Landwehrstammregimenter das Jägerregiment 8 (1994). Dieses wurde am 31. März 1999 im Zuge der Heeresumgliederung aufgelöst. Mit einem Festakt wurden am Donnerstag, den 23. November 2006 die Kommandokompanie des Kommandos der Landstreitkräfte und die Lehrkompanie die Militärkommandos Salzburg verabschiedet. Große Teile des Kaders wurden dabei in den Stabsunterstützungszug übergeleitet, dem zukünftigen Unterstützungselementes für die Teile des Streitkräfteführungskommandos in Salzburg. Die Lehrkompanie wird mit 1. Jänner 2007 den Salzburger Pionieren im Pionierbataillon 2 unterstellt.
Die Einjährig-Freiwilligen des Militärkommandos Salzburg waren weiterhin in der Kaserne Glasenbach stationiert.
In der Rainerkaserne sind immer wieder Gebäude für externe Nutzungen zur Verfügung gestellt worden.
- Die Rainerkaserne wurde 2006 zum Ausweichquartier für die HTL Hallein, da dort das Theoriegebäude 2007 abgerissen und neu gebaut werden musste. Das Übergangsquartier in der Kaserne bestand vom Herbst 2006 bis zum Herbst 2008.
- Am 1. Februar 2010 sind 50 Polizeischüler in die Räume der früheren Sanitäts-Lehrkompanie I eingezogen. Die Infrastruktur der bereits seit 2008 ansatzweise brachliegenden Kaserne (Lehrsäle, Sporthalle, Speisesaal, Aufenthaltsräume und Unterkünfte) konnte für diese Zwecke genutzt werden, wobei das Platzangebot für bis zu 150 Personen reicht. Das Bundesheer hat der Sicherheitsakademie der Polizei (SIAK: Bildungszentrum der Sicherheitsexekutive Salzburg – Außenstelle Elsbethen) ab 1. Jänner 2010 ein Objekt der Rainer-Kaserne mit Unterkunftsmöglichkeiten und Lehrsaal für etwa zwei Jahre zur Verfügung gestellt. Diese Nutzung ist heute noch aktuell.
- Bis zum April 2012 wurde in der Kaserne für Flüchtlingskinder des SOS-Clearing House ein Ersatzquartier bereitgestellt. Dies waren Flüchtlingskinder aus aller Welt, die ohne ihre Eltern nach Österreich gekommen sind. Nach einem 10-monatigen Gastaufenthalt in Räumen der Kaserne konnten die Kinder im April 2012 in das neu adaptierte Clearing House des SOS-Kinderdorfes in Aigen übersiedeln.[6]
- Das Heeresspital der Rainerkaserne wurde 2012 für den Film Another Day in Paradise, der mit Christine Reiler, Miss Austria 2007 und promovierte Ärztin, gedreht wurde, auserkoren.[7]
- Punktuelle Nutzungen der Rainerkaserne betrafen u. a. 2007 den internationalen Dekontaminations-Workshop mit Vertretern von Behörden, Spitälern, Einsatzorganisationen und Firmen aus Österreich, Deutschland und der Schweiz,[8] 2008 die Vorbereitung der Soldaten im Befehlsbereich des Militärkommandos Salzburg für den Einsatz um den ersten Spieltag im EM-Stadion Wals-Siezenheim (100 Mann einer Patiententrägerkompanie und weitere Spezialisten der Patienten-Dekontamination, ABC-Abwehrkompanie der 4. Panzergrenadierbrigade ebenfalls mit 100 Soldaten in der Rainer-Kaserne, 40 Sanitätssoldaten als Verstärkung der Einsatzkräfte des Roten Kreuzes und der Feuerwehr beim gemeinsamen Stützpunkt der Berufsfeuerwehr Salzburg)[9] oder 2012 die Durchführung der Bundesübung des MALTESER Hospitaldienstes Austria.[10]

## Rainerkaserne heute
Nach ersten Überlegungen hätte die gesamte Rainerkaserne unter Schutz gestellt werden sollen. Dazu kam es aber – auch aus finanziellen Überlegungen – nicht; immerhin sind aber wesentliche Teile der Kaserne unter Denkmalschutz gestellt worden. Dazu zählen die prächtige Toreinfahrt mit einem Marmorportal, die Gebäude entlang der Halleiner Landesstraße, das Wirtschaftsgebäude mit dem Speisesaal, die Mannschaftsgebäude, die Sanitätsanstalt, die Pferdeschwemme und die Sporthalle.
Die SIVBEG, die Immobiliengesellschaft des Verteidigungsministeriums, hat 2012 den seit 2008 diskutierten Verkauf der Rainerkaserne in die Wege geleitet. Für das 17 ha große Gelände musste aber noch das Räumliche Entwicklungskonzept (REK) angepasst werden und ein Flächenwidmungs- und Bebauungsplan entwickelt werden, bevor mit Baumaßnahmen begonnen werden konnte.
In einem mehrstufigen Bieterverfahren um das Kasernengelände erhielt die Red Bull GmbH Ende Oktober 2012 mit einem Gebot von 23,5 Mio. EUR den Zuschlag. Bis 2021 entstand auf dem Gelände die neue Firmen- und Medienzentrale von Red Bull, die sog. „Red Bull Base“. Anfang 2018 war der Umbau bereits so weit gediehen, dass 500 Mitarbeiter von Red Bull ihre Arbeitsplätze hier hatten. 2021 wurde die denkmalschutzgerechte Adaption der Bauten und des Geländes mit dem „Bulls Garden“ zu einem Abschluss gebracht.